# ILOVEYOU
ILOVEYOU (ЯТЕБЯЛЮБЛЮ), также известный как LoveLetter (ЛюбовноеПисьмо) — компьютерный вирус, который успешно атаковал миллионы компьютеров под управлением Windows в 2000 году.
Вирус был разослан на почтовые ящики с Филиппин в ночь с 4 мая на 5 мая 2000 года; в теме письма содержалась строка «ILoveYou», а к письму был приложен скрипт «LOVE-LETTER-FOR-YOU.TXT.vbs». В большинстве случаев пользователь открывал вложение. При открытии вирус рассылал копию самого себя всем контактам в адресной книге Microsoft Outlook. Он также перезаписывал файлы определённых типов и распространялся через IRC-каналы, создавая файл LOVE-LETTER-FOR-YOU.HTM в системном каталоге Windows и скачивал троян Barok переименованный в WIN-BUGSFIX.EXE . В общей сложности, вирус поразил более 55 миллионов компьютеров по всему миру. Предполагаемый ущерб, который червь нанёс мировой экономике, оценивается в размере до 15 миллиардов долларов, за что вошёл в Книгу рекордов Гиннесса как самый опасный компьютерный вирус в мире. Описание вируса: жуткий чёрный кот на красном фоне, остальная информация скрыта.

## Описание
На уровне машинной системы ILOVEYOU полагался на включенную системную настройку механизма сценариев (который запускает файлы на языке сценариев, такие как файлы .vbs) и воспользовался функцией Windows, которая по умолчанию скрывает расширения файлов, что авторы вредоносных программ использовали в качестве эксплойта. Windows разбирает имена файлов справа налево, останавливаясь на первом символе точки и показывая только те элементы, которые находятся слева от него. Таким образом, вложение, содержащее две точки, могло отображать внутреннее поддельное расширение файла "TXT". Настоящие текстовые файлы считаются безобидными, поскольку они не способны выполнять исполняемый код. Червь использовал социальную инженерию, чтобы убедить пользователей открыть вложение (из действительного желания подключиться или простого любопытства) для обеспечения дальнейшего распространения. Системные слабости в дизайне Microsoft Outlook и Microsoft Windows были использованы, чтобы позволить вредоносному коду получить полный доступ к операционной системе, вторичному хранилищу, системным и пользовательским данным, просто нажав на иконку.

## О создателе
Спустя 20 лет после создания вируса нашли его автора. Это мужчина, которого зовут Онел де Гусман, и сейчас ему 44 года. Он утверждает, что изначально вовсе не планировал наносить ущерб на миллиарды долларов, а хотел лишь получить доступ в интернет, нацелившись на пользователей в своём районе.
Программист рассказал, что создал ILOVEYOU на базе своей предыдущей разработки, но добавил в него возможность рассылать себя контактам пользователя Outlook. Его адвокат заявил, что подзащитный даже не подозревал о последствиях своих действий.
Мужчина признался, что первоначально он отправил вирус кому-то из жителей Сингапура, а затем пошёл выпить с другом. Он понял, что запустил глобальный хаос, когда услышал от матери о неком хакере, которого ищет полиция Манилы.

## Причины распространения вируса
Быстрому распространению вируса послужили следующие его черты:
- Пользователи, открывавшие файл, тем самым передавали программу дальше, то есть механизм передачи был основан на методах социальной инженерии.
- Расширение файла в системах Windows по умолчанию было скрыто. Таким образом, файл с двойным расширением .txt.vbs пользователями воспринимался как безопасный текстовый файл, а системой интерпретировался как скрипт на языке VBScript.
- Обработка скриптов также была включена по умолчанию. На то время ещё не существовало программ, активно использующих скриптовые языки, поэтому была допущена столь серьёзная уязвимость.
- Открытие приложенного к письму файла вызывало немедленное исполнение программы, и вирус получал непосредственный доступ к системе и системному реестру.

## Культурное влияние
29 апреля 2011 года на Русском кинофестивале в Москве состоялся премьерный показ фильма «I love you», посвящённого вирусу.

## Последствия
Поскольку в то время на Филиппинах не существовало законов, запрещающих написание вредоносных программ, Рамонес и де Гусман были освобождены прокурорами штата, сняв с них все обвинения. Чтобы устранить этот законодательный недостаток, в июле 2000 года, через несколько месяцев после вспышки червя, Конгресс Филиппин принял Закон Республики № 8792, известный как Закон об электронной коммерции.
В 2012 году Смитсоновский институт назвал ILOVEYOU десятым самым вирулентным компьютерным вирусом в истории.
Де Гусман не хотел внимания общества. Его последнее публичное выступление состоялось на пресс-конференции в 2000 году, где он скрыл свое лицо и позволил своему адвокату ответить на большинство вопросов; его местонахождение оставалось неизвестным в течение 20 лет после этого. В мае 2020 года журналист-расследователь Джефф Уайт рассказал, что во время работы над своей книгой о киберпреступности Crime Dot Com он нашел Онеля де Гусмана, работающего в ларьке по ремонту мобильных телефонов в Маниле. Де Гусман признался в создании и выпуске вируса. Он заявил, что изначально разработал его для кражи паролей доступа в Интернет, поскольку не мог позволить себе платить за доступ. Он также заявил, что создал его в одиночку, исключив двух других людей, которых обвинили в совместном написании червя.